# Lamaids
 Lamaids  là một xã ở tỉnh Allier thuộc miền trung nước Pháp.